# Camponotus bryani
Camponotus bryani é uma espécie de inseto do gênero Camponotus, pertencente à família Formicidae.